# Tel-O-Fun

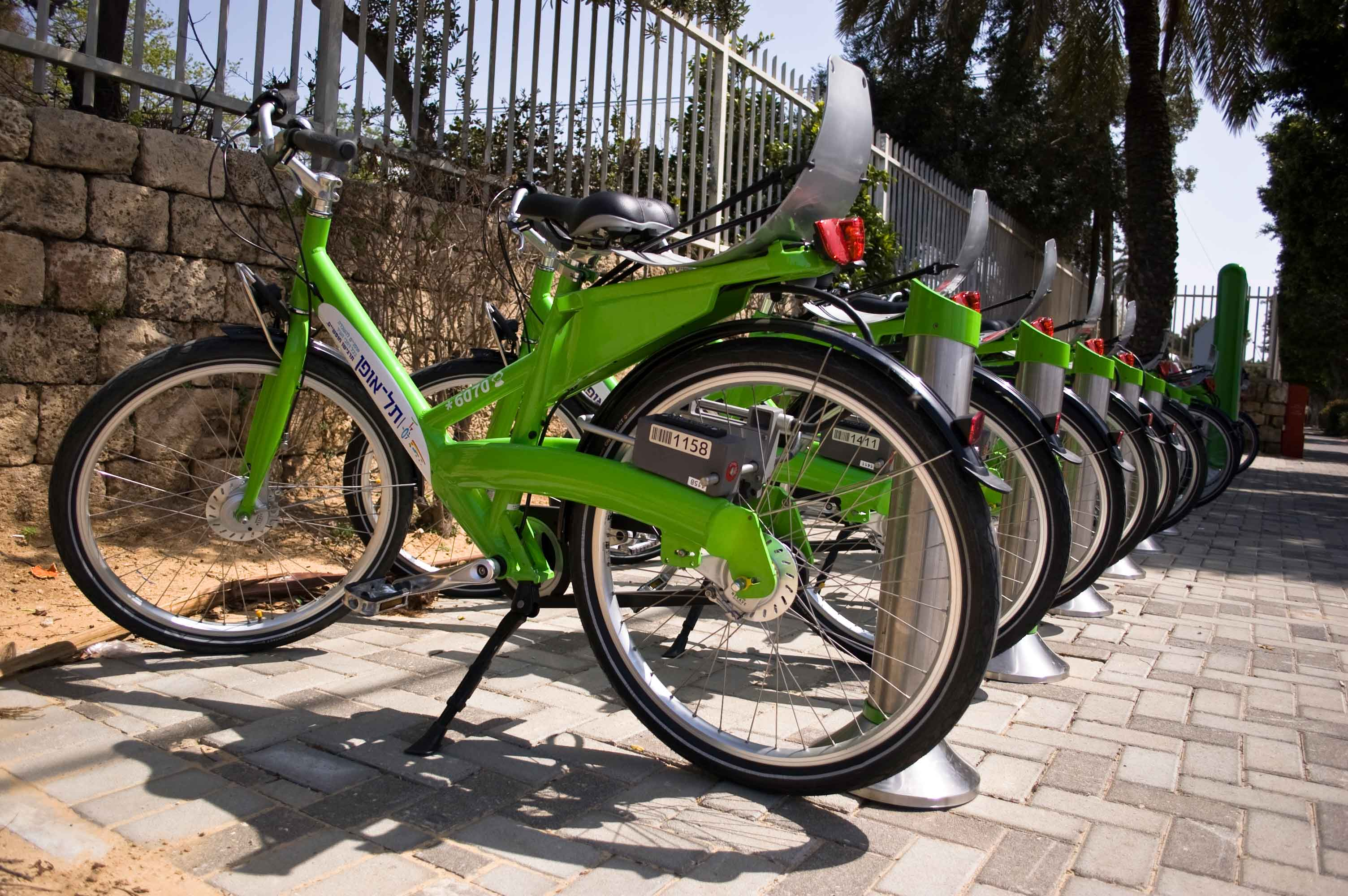

Tel-O-Fun (en hebreo: תל - אופן) es un sistema de bicicletas compartidas que ofrece la ciudad de Tel Aviv en Israel por los servicios de empresas privadas de tierra FSM. El principal objetivo del servicio es reducir el movimiento de vehículos dentro de la ciudad. El proyecto también tiene como objetivo reducir la contaminación del aire, crear un ambiente agradable en la ciudad, y fomentar la actividad física y el fitness. El nombre del servicio en Inglés es una mezcla de las palabras «Tel Aviv» y la palabra Inglés para el placer «diversión», en hebreo la palabra «Ofan» (אופן) es la rueda.